# حين لافيت (لويزيانا)
حين لافيت (بالإنجليزية: Jean Lafitte, Louisiana)‏ هي معلم جغرافي تقع في الولايات المتحدة في لويزيانا. يقدر عدد سكانها بـ 1,903 نسمة .

## الموقع الجغرافي
الموقع الجغرافي للمناطق المحيطة بهذه النقطة هو كالتالي: